# شهزادپور
شهزادپور (به لاتین: Shahjadpur) یک منطقهٔ مسکونی در بنگلادش است که در ناحیه سراج‌گنج واقع شده‌است. شهزادپور ۳۲۴٫۴۷ کیلومتر مربع مساحت و ۴۲۰٬۴۵۲ نفر جمعیت دارد.